# Tomasz Hutter
Tomasz Hutter (niem. Thomas Hutter, ur. 28 grudnia 1696 w Bawarii, zm. ok. r. 1745) – rzeźbiarz i malarz pochodzenia bawarskiego, przez jakiś czas jezuita.

## Życiorys

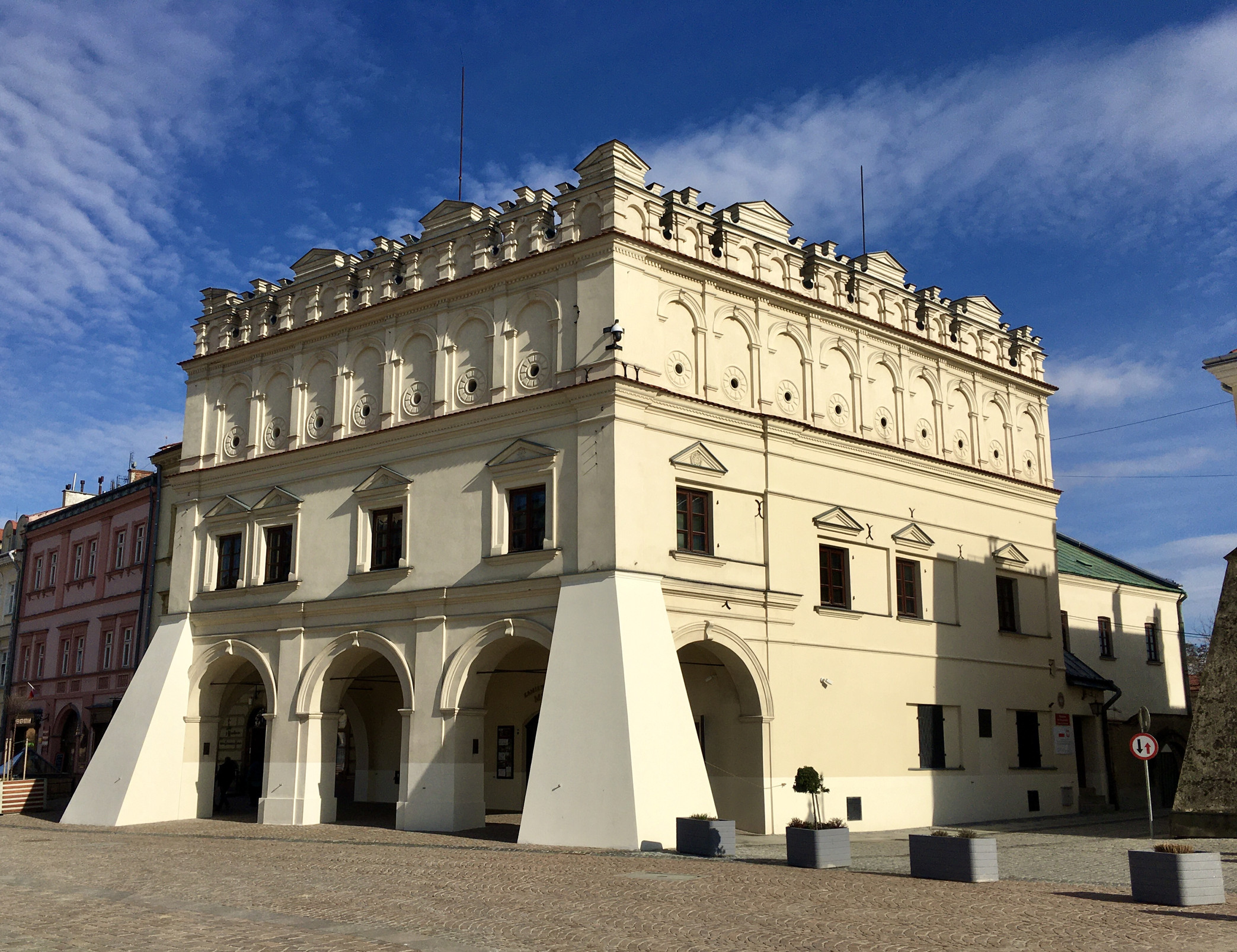
Kamienica Orsettich w Jarosławiu

Urodził się 28 grudnia 1696 roku w Bawarii, może w okolicach Weilheim na południe od Monachium. W Krakowie 8 grudnia 1718 roku wstąpił do zakonu jezuitów, gdzie w latach 1718–1720 odbył nowicjat, jednak w 1727 opuścił ten zakon. Przed 20 maja 1732 przyjął zlecenie na dekorację kamienną fasady kościoła farnego w Przemyślu; pracę nie wykonał ze względu na śmierć w 1734 fundatora, Aleksandra Antoniego Fredry, biskupa przemyskiego.
Zdaniem Zbigniewa Hornunga, rzeźbiarz lwowski Antoni Osiński naukę rozpoczął zapewne w warsztacie Tomasza Huttera, a ukończył ją w Buczaczu przed rokiem 1750, gdzie był uczniem Jana Jerzego Pinzla. Jednak Jakub Sito uważa, że wymienione rzeźbiarze (T. Hutter i A. Osiński) prezentują dwa zupełne inne światy oraz odmienne artystyczne światoglądy.
15 listopada 1728 zawarł związek małżeński z Anną Marią Kowalską, sandomierską mieszczką. Zapewne w 1732 przeniósł się do Jarosławia, którego obywatelstwo posiadał co najmniej od 1741. Tutaj urodziły się mu dzieci – Józef (zajmował czołowe stanowisko w jarosławskim magistracie) i Marianna. Prowadził w latach 1736–1737 warsztat, mieszczący się tzw. kamienicy Orsettich, największej w mieście.
Zmarł w końcu 1744, lub raczej w pierwszej połowie 1745.

### Prace
Tomasz Hutter i jego warsztat wykonał prace dla niemal 30 kościołów i pałaców w Małopolsce i Rusi Koronnej, m.in.:
- ołtarz Cudownej Matki Boskiej w kościele bernardynów w Rzeszowie (1728–1729, fundator ks. Jerzy Ignacy Lubomirski)
- posągi świętych jezuickich sprzed fasady kościoła jezuitów Św. Jana w Jarosławiu (ok. 1730–1732, dotrwało do dziś 12 częściowo przerobionych figur)
- dekoracja rzeźbiarska zespołu ołtarzy dla kościoła bernardynów we Lwowie (od 1736)
- ołtarz dla kaplicy Św. Relikwii przy kolegiacie w Tarnowie (1733, obecnie katedra), ambonę (1743, oba dzieła nie zachowane).
- prace przy wystroju kaplicy bp. Aleksandra Antoniego Fredry w katedrze łacińskiej w Przemyślu[2]
- prace w Janikowie dla przedstawiciele rodu Sapiehów[6]
- rzeźby w ołtarze kaplicy Wiśniowieckich przy katedrze łacińskiej we Lwowie[7]
- ołtarz Najświętszego Sakramentu i personifikacje Nadziei w klasztorze Dominikanów w Łańcucie (praca warsztatowa, zabytki znajdują się dzisiaj w kościele parafialnym w Albigowej)[5]
- rzeźby, nawiązujący się do mitologii greckiej, zdobiący fronton późnobarokowego pałacu z połowy XVIII wieku, wybudowanego w Czyżówie Szlacheckim przez kasztelana połanieckiego Jana Aleksandra Czyżowskiego